# Arabische filosofie

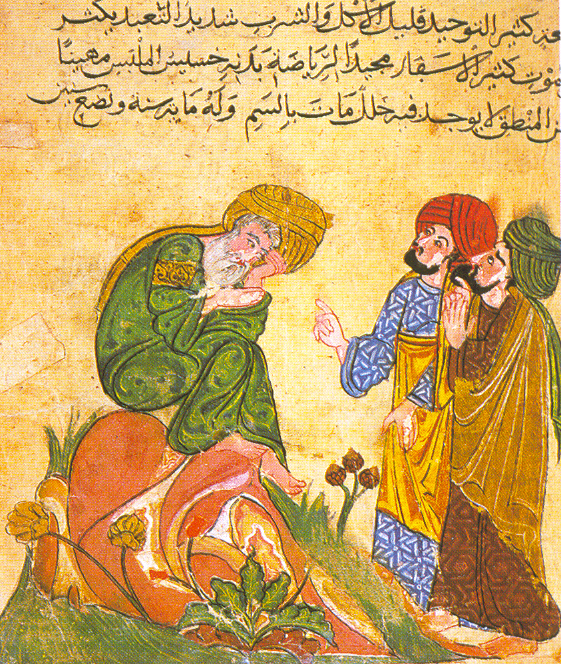
Een Arabische afbeelding van Socrates (Sughrat)

Met Arabische filosofie wordt in het algemeen de filosofie in het Arabische Rijk aangeduid, die haar hoogtepunt kent in de periode van de negende tot twaalfde eeuw. Belangrijke islamitische filosofen zijn Al-Kindi, Avicenna en Averroës.

## Algemeen
De benaming 'Islamitische filosofie' is een beetje misleidend, want het suggereert een specifieke religieuze invulling die er echter toen niet steeds was. In het toenmalige uitgestrekte Arabische rijk leefden op het grondgebied dat gedomineerd werd door de islamitische cultuur filosofen van verschillende etnische en religieuze achtergrond.
Onder de profeet Mohammed en de kaliefen wordt het gedachtegoed van de islam over een groot gebied verspreid, dat zich uitstrekt over het Midden-Oosten, Noord-Afrika en Zuid-Spanje. In tegenstelling tot de donkere middeleeuwen in sommige delen van Europa bloeide de cultuur (kunst en architectuur) en wetenschap (astronomie, natuurkunde, geneeskunde en wiskunde) op in het Arabische Rijk. Deze rijke periode wordt ook wel de Islamitische gouden tijdperk genoemd, waarin ook de islamitisch georiënteerde filosofie opkomt. De centra van de Arabische filosofie zijn in het Midden-Oosten de steden Bagdad, Basra en Damascus en in het Moorse Spanje de stad Córdoba.
De filosofen uit bloeiperiode van de Griekse filosofie, Socrates, Plato en Aristoteles, zijn een belangrijke inspiratiebron voor de Arabische filosofie. Vanuit de westerse wereld is er traditioneel meer aandacht voor de Arabische filosofen die de Griekse meesters vertalen en hierbij hun commentaren schrijven, dan voor andere Arabische filosofen. Het neoplatonisme en aristotelisme hebben net als in de middeleeuwse scholastiek, in dezelfde periode, een grote invloed. De Arabische filosofie is als het ware de islamitische variant van de christelijke scholastiek. Beiden gaan op zoek naar een filosofische onderbouwing van hun theologie (Kalam).

## Invloed van de Arabisch-islamitische filosofie op Europa

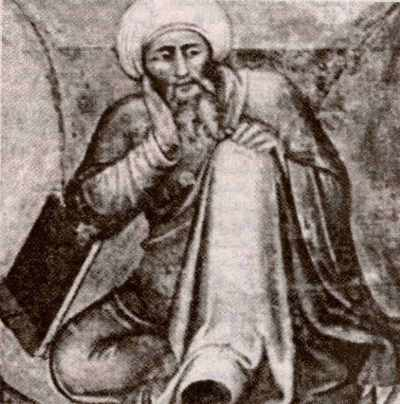
Averroes / Ibn Rushd

Islamitische filosofie heeft met name de negende en tiende eeuw na Chr. veel invloed gehad op de Westerse ideeën. De islamitische filosofen zijn zelf beïnvloed door oosterse en hellenistische (Griekse) culturen. Deze neoplatoonse ideeën van de Griekse filosofie bezaten een religieuze achtergrond die goed bij de islam paste.
Voor de Arabieren was de klassieke filosofie en de natuurwetenschap een belangrijke informatiebron. Daarom hebben zij vele stukken uit de filosofie (Falsafa) vertaald naar het Arabisch, en die zijn in de loop der tijd bewaard gebleven. De theorieën van Aristoteles en Plato worden daarin door elkaar gebruikt, omdat beide uitkomen op dezelfde visie. Aristoteles stond daarbij wel in hoger aanzien.
Nieuwe filosofieën die in Europa opkwamen konden op weinig belangstelling rekenen van de islamieten, die voornamelijk belangstelling hadden voor de antieke filosofie. Antieke stukken werden daarom vertaald naar het toen hedendaagse Arabisch. Behalve de Arabische taal die als barrière bestond, verschilden ook de overtuigingen van filosofen als Averroës en Avicenna met de filosofische leringen in Europa. Averroës ontkende de individuele onsterfelijkheid van de ziel en begon de leer van de dubbele waarheid. Dit hield in dat iets filosofisch waar kan zijn, maar door de godsdienstige leer als onwaar wordt gezien, en omgekeerd.
Islamitisch Spanje was in de tiende eeuw het welvarendste land van West-Europa. Een belangrijk onderdeel van het geestelijke leven was de filosofie, naast de godsdienst. De filosofische leer die hier zich ontwikkelde groeide door de vertalingen van islamitische geleerden.
Via de Arabisch-Griekse filosofie bereikte de Griekse filosofie de christelijke filosofie, met name wat betreft de leer van Aristoteles.

## Invloed van de Arabisch-islamitische filosofie op de Islamitische gebieden
Enkele filosofen hebben ook cruciale invloed uitgeoefend op de ontwikkelingen in de Islamitische gebieden.
Paradoxaal genoeg is deze invloed deels omgekeerd aan de invloed die ze uitgeoefend hebben op Europa, waar ze een duidelijke bijdrage aan de Renaissance hebben gehad. Al-Ghazali (11e eeuw) die wel het 'Zegel der filosofen' wordt genoemd, met name heeft een aantal werken gepubliceerd waarvan zijn bekendste "De verwarring der filosofen" ('Tahafut al falasifa') is, dit werk wordt beschouwd als een keerpunt in de islamitische filosofie en heeft de stagnatie en relatieve achteruitgang in de islam ingeleid.
Al-Ghazali heeft in dit werk de causaliteit (wetten van oorzaak en gevolg) als onjuist aangemerkt; alles wat er gebeurt geschiedt door de wil en de hand van God en causaliteit is slechts schijn; onderzoek ernaar is verspilling van intellect. Alle intellect dient aangewend te worden om de goddelijke wetten, de Sharia, uit de Koran en Hadith af te leiden en het is zonde om intellect te verspillen aan onderzoek van de natuur.
Al-Ghazali wees de Griekse filosofen als Plato, Socrates en Aristoteles bitter af als ongelovigen en benoemde ieder die hun ideeën aanhangt als corrumpeerders van het islamitische geloof.
In de volgende eeuw heeft Averroes een uitgebreide repliek geschreven op Ghazali's 'Verwarring' genaamd "De Verwarring van de Verwarring" ('Tahafut at-Tahafut'). Zijn werken werden echter in de Arabische wereld gecensureerd en verbrand. Hijzelf werd gevangengezet en later verbannen naar Marokko. De epistemologische koers van de islamitische gedachtewereld was reeds bepaald door Al-Ghazali.
De tot op de huidige dag invloedrijke geleerde en filosoof Shayk Ahmad Sirhindi uit de Punjab schreef in de 16e eeuw in zijn brieven (Maktubat) dat wiskunde en geometrie totaal zinloos en nutteloos zijn aangezien deze de mens niet kunnen helpen tot redding op weg naar het hiernamaals. Het zou volstaan om voldoende te kunnen rekenen om de verdeling van erfenissen en de Qibla (richting naar Mekka) te bepalen. Sindsdien overheerst deze mening bij een groot deel van de Ulama onder meer resulterend in een grotendeels ontbreken van wiskundelessen in de madrassa’s en bijdragend tot de stagnatie van de exacte wetenschappen in de islamitische wereld.

## Lijst van Islamitische filosofen
- Al-Kindi (Arabisch) (801-873)
- Thabit ibn Qurra (Arabisch) (826-901)
- Al-Farabi (Perzisch) (870-950)
- Abulcasis (Arabisch)(936-1013)
- Al-Biruni (Perzisch) (973-1048)
- Avicenna (Perzisch) (980-1037)
- Omar Khayyám (Perzisch) (1048-1123)
- Al-Ghazali (Perzisch) (1058–1111)
- Averroes (Arabisch) (1126-1198)
- Nasir al-Din al-Toesi (Perzisch) (1201-1274)
- Ibn Khaldun (1332-1406)
- Lijst van islamitische filosofen